# Échec et Meurtre

Échec et Meurtre est une comédie policière en deux actes de Robert Lamoureux créée en 1970 au Théâtre Marigny à Paris.
La pièce fut enregistrée en 1971 pour l'émission Au théâtre ce soir.

## Argument
Dans une demeure bourgeoise en pleine campagne, de riches oisifs sont réunis le temps d'un week-end de Pentecôte, mais une jeune femme y est assassinée. Le commissaire Pelizzari (Robert Lamoureux), snob, prétentieux, y mène une enquête riche en rebondissements.

## Au Théâtre ce soir
- Mise en scène : Jean Piat
- Décors : Georges Wakhewitch

- Robert Lamoureux : le commissaire Pierre Pelizzari
- Bernard Lajarrige : Jean-Jean Péroné
- Pierre Mirat : Le brigadier Léon Gontier
- Michel Maurette : Jean Thielmont
- Chantal Ledu : Emilienne Clin
- Jean Sandray : le deuxième brigadier
- Samson Fainsilber : Mangenstein
- Magali de Vendeuil : Françoise Thielmont
- Claude Pasquier : Hélène Carlier
- Roger Desmares : Béglène